# Mombello Monferrato
Mombello Monferrato é uma comuna italiana da região do Piemonte, província de Alexandria, com cerca de 1.084 habitantes. Estende-se por uma área de 19 km², tendo uma densidade populacional de 57 hab/km². Faz fronteira com Camino, Castelletto Merli, Cerrina Monferrato, Gabiano, Ponzano Monferrato, Serralunga di Crea, Solonghello.

## Demografia
| Variação demográfica do município entre 1861 e 2011                               |
|                                                                                   |
| Fonte: Istituto Nazionale di Statistica (ISTAT) - Elaboração gráfica da Wikipedia |